# Darcy Verot
Darcy Verot (né le 13 juillet 1976 à Radville dans la province de Saskatchewan au Canada) est un joueur professionnel canadien de hockey sur glace. Il évoluait au poste d'ailier gauche.

## Biographie
Après avoir évolué pour les Red Wings de Weyburn dans la Ligue de hockey junior de la Saskatchewan, cet attaquant au jeu robuste devient professionnel en 1997 avec les Ice Pirates de Lake Charles de la Western Professional Hockey League et joue deux saisons avec l'équipe. Après avoir passé la saison 1999-2000 entre la Ligue américaine de hockey et l'East Coast Hockey League, il signe en juillet 2000 un contrat de la Ligue nationale de hockey avec les Penguins de Pittsburgh et passe son temps dans la LAH avec les Penguins de Wilkes-Barre/Scranton.
Il fait ses débuts dans la LNH lors de la saison 2003-2004 avec les Capitals de Washington et dispute 37 matchs avec cette équipe pour deux aides. Bien qu'il ait disputé moins de la moitié de la saison, il mène l'équipe sur les minutes de pénalité avec 135. 
Il n'a pas rejoué dans la LNH après cette saison et joue les trois saisons suivantes dans la LAH avant de partir pour la Russie en rejoignant le Vitiaz Tchekhov en 2007. À sa première saison, il reçoit pas moins de 508 minutes de pénalité et mène le championnat russe à ce chapitre, et de loin sur le deuxième, Denis Baïev du Traktor Tcheliabinsk, qui n'a « que » 251 minutes de pénalité.
Après avoir passé quatre saisons à Tchekhov, il rejoint en 2011-2012 le HC Oceláři Třinec du championnat de République tchèque mais après seulement un match joué, il retourne dans la KHL en s'alignant avec le HK CSKA Moscou. Il passe la saison suivante en deuxième division russe avec le Roubine Tioumen.
Il retourne en Amérique du Nord lorsqu'il rejoint les Sundogs de l'Arizona, mais après sept parties jouées, il est libéré de l'équipe en novembre 2013.

## Statistiques
| Saison    | Équipe                            | Ligue          |    | Saison régulière | Saison régulière | Saison régulière | Saison régulière | Saison régulière |   | Séries éliminatoires | Séries éliminatoires | Séries éliminatoires | Séries éliminatoires | Séries éliminatoires |
| Saison    | Équipe                            | Ligue          | PJ | B                | A                | Pts              | Pun              | PJ               | B | A                    | Pts                  | Pun                  |                      |                      |
| 1994-1995 | Red Wings de Weyburn              | SJHL           | 57 | 8                | 18               | 26               | 240              | 16               | 2 | 5                    | 7                    | 50                   |                      |                      |
| 1995-1996 | Red Wings de Weyburn              | SJHL           | 64 | 15               | 30               | 45               | 191              | 3                | 1 | 0                    | 1                    | 20                   |                      |                      |
| 1996-1997 | Red Wings de Weyburn              | SJHL           | 61 | 26               | 51               | 77               | 218              | 13               | 3 | 8                    | 11                   | 24                   |                      |                      |
| 1997-1998 | Ice Pirates de Lake Charles       | WPHL           | 68 | 11               | 26               | 37               | 269              | 4                | 0 | 1                    | 1                    | 25                   |                      |                      |
| 1998-1999 | Ice Pirates de Lake Charles       | WPHL           | 68 | 17               | 23               | 40               | 236              | 9                | 2 | 4                    | 6                    | 53                   |                      |                      |
| 1999-2000 | Penguins de Wilkes-Barre/Scranton | LAH            | 23 | 5                | 5                | 10               | 96               | -                | - | -                    | -                    | -                    |                      |                      |
| 1999-2000 | Nailers de Wheeling               | ECHL           | 44 | 7                | 12               | 19               | 240              | -                | - | -                    | -                    | -                    |                      |                      |
| 2000-2001 | Penguins de Wilkes-Barre/Scranton | LAH            | 78 | 10               | 15               | 25               | 347              | 21               | 2 | 3                    | 5                    | 40                   |                      |                      |
| 2001-2002 | Penguins de Wilkes-Barre/Scranton | LAH            | 71 | 6                | 10               | 16               | 387              | -                | - | -                    | -                    | -                    |                      |                      |
| 2002-2003 | Flames de Saint-Jean              | LAH            | 73 | 5                | 11               | 16               | 299              | -                | - | -                    | -                    | -                    |                      |                      |
| 2003-2004 | Pirates de Portland               | LAH            | 28 | 3                | 5                | 8                | 89               | -                | - | -                    | -                    | -                    |                      |                      |
| 2003-2004 | Capitals de Washington            | LNH            | 37 | 0                | 2                | 2                | 135              | -                | - | -                    | -                    | -                    |                      |                      |
| 2004-2005 | Pirates de Portland               | LAH            | 36 | 0                | 1                | 1                | 189              | -                | - | -                    | -                    | -                    |                      |                      |
| 2005-2006 | Crunch de Syracuse                | LAH            | 20 | 1                | 3                | 4                | 64               | -                | - | -                    | -                    | -                    |                      |                      |
| 2006-2007 | Crunch de Syracuse                | LAH            | 68 | 9                | 14               | 23               | 227              | -                | - | -                    | -                    | -                    |                      |                      |
| 2007-2008 | Vitiaz Tchekhov                   | Superliga      | 43 | 2                | 2                | 4                | 508              | -                | - | -                    | -                    | -                    |                      |                      |
| 2008-2009 | Vitiaz Tchekhov                   | KHL            | 28 | 1                | 4                | 5                | 168              | -                | - | -                    | -                    | -                    |                      |                      |
| 2009-2010 | Vitiaz Tchekhov                   | KHL            | 34 | 1                | 4                | 5                | 374              | -                | - | -                    | -                    | -                    |                      |                      |
| 2010-2011 | Vitiaz Tchekhov                   | KHL            | 20 | 2                | 1                | 3                | 182              | -                | - | -                    | -                    | -                    |                      |                      |
| 2011-2012 | HC Oceláři Třinec                 | Extraliga tch. | 1  | 0                | 0                | 0                | 12               | -                | - | -                    | -                    | -                    |                      |                      |
| 2011-2012 | HK CSKA Moscou                    | KHL            | 16 | 0                | 0                | 0                | 74               | -                | - | -                    | -                    | -                    |                      |                      |
| 2012-2013 | Roubine Tioumen                   | VHL            | 26 | 4                | 2                | 6                | 145              | -                | - | -                    | -                    | -                    |                      |                      |
| 2013-2014 | Sundogs de l'Arizona              | LCH            | 7  | 0                | 0                | 0                | 14               | -                | - | -                    | -                    | -                    |                      |                      |